# Juliana Dever
Juliana Dever (* 17. Dezember 1980 in St. Louis Missouri) ist eine US-amerikanische Schauspielerin und Filmproduzentin. Sie lebt mit ihrem Ehemann Seamus Dever in Los Angeles. Mit ihm spielte sie in der Serie Castle, in der ihre Figuren ebenfalls verheiratet sind. Zusätzlich betreibt sie einen Blog. Seit 2004 war sie in rund einem Dutzend Film- und Fernsehproduktionen zu sehen.

## Filmografie (Auswahl)
- 2004: The List
- 2004: A Lousy 10 Grand
- 2005: Sasquatch Hunters
- 2005: The Mangler Reborn
- 2006: Time and Tide
- 2007: Into the Arms of Strangers
- 2008: Affairs in Order
- 2009: Ready for Hangover
- 2009: Criminal Minds (Fernsehserie, Episode 4x23)
- 2010–2016: Castle (Fernsehserie, 8 Episoden)
- 2011: George (Kurzfilm)
- 2011: Retail Therapy (Kurzfilm, auch Produktion)
- 2012: Scandal (Fernsehserie, Episode 2x03)